# Giovanni Antonio Magini

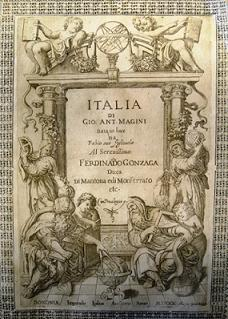
Atlasul lui Magini.

Giovanni Antonio Magini (în latină Maginus) (n. 13 iunie 1555 – d. 11 februarie 1617) a fost un astronom, astrolog, cartograf și matematician italian.

## Biografie
S-a născut la Padova și a absolvit studii de filosofie la Bologna în 1579. Tatăl său era Pasquale Magini, un cetățean al Padovei. Dedicându-se el-însuși studierii astronomiei, a scris în 1582 lucrarea Ephemerides motuum coelestium, tradusă în italiană în anul următor.
În 1588 a fost ales în locul lui Galileo Galilei pentru a ocupa catedra de matematică de la Universitatea din Bologna , după moartea lui Egnatio Danti. El a murit în Bologna.

## Lucrări

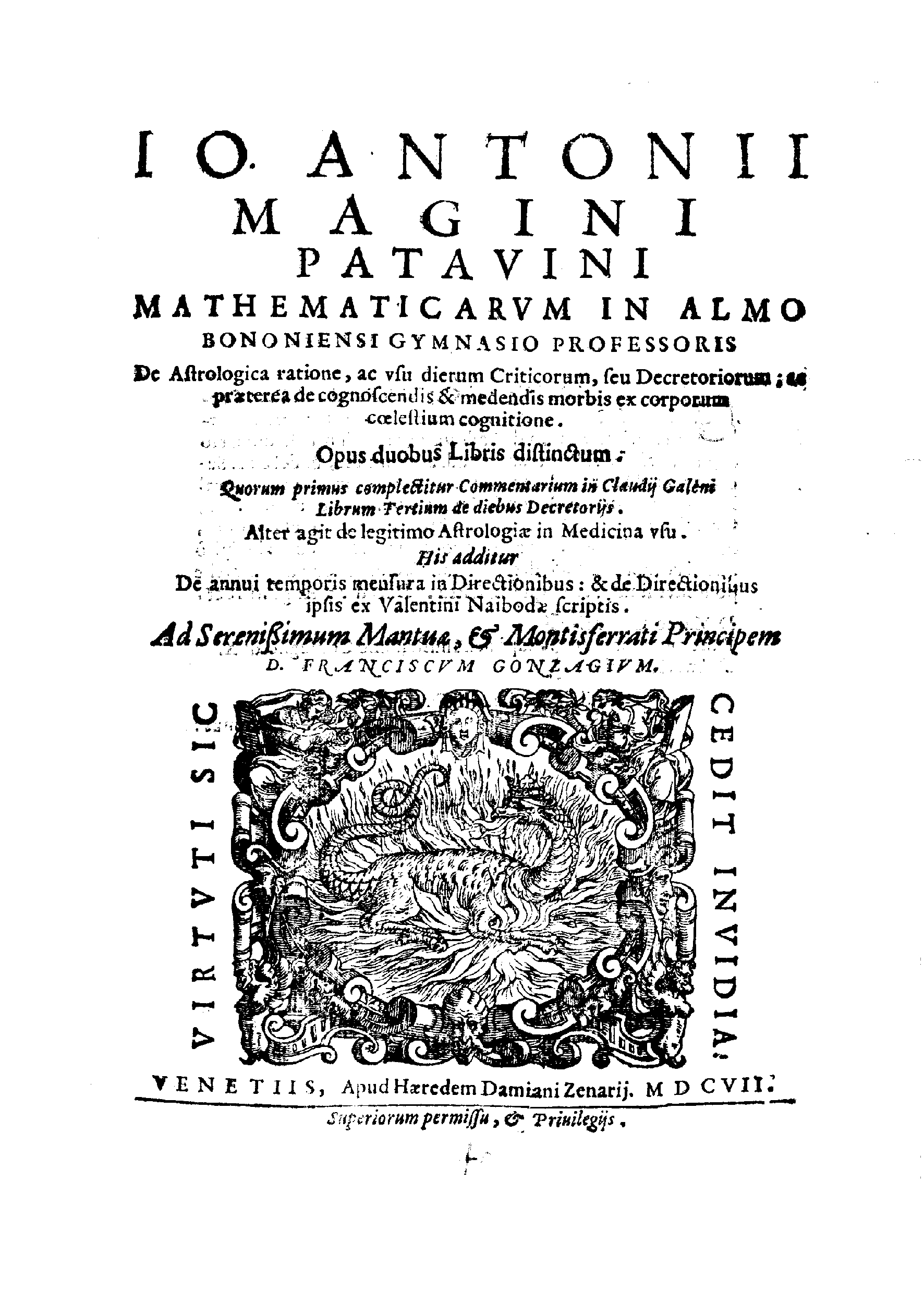
De astrologica ratione, 1607

Magini a susținut existența unui sistem geocentric al lumii spre deosebire de sistemul heliocentric al lui Copernic. Magini a conceput propria sa teorie planetară, diferită de celelalte teorii existente. Sistemul maginian consta din unsprezece sfere de rotație, pe care l-a descris în Novæ cœlestium orbium theoricæ congruentes cum observationibus N. Copernici (Veneția, 1589).
În lucrarea De Planis Triangulis (1592), el a descris utilizarea de cvadrantelor în topografie și astronomie. În 1592 Magini a publicat Tabula tetragonica, iar în 1606 a conceput tabele trigonometrice extrem de precise. De asemenea, el a studiat geometria sferei și aplicațiile trigonometriei, pentru care a inventat metode de calcul. A cercetat problema oglinzilor și a publicat studii despre teoria oglinzilor sferice concave.
De asemenea, el a publicat un comentariu asupra lucrării Geographia (Köln, 1596) a lui Ptolemeu.
În calitate de cartograf, activitatea sa de o viață a fost pregătirea lucrării Italia sau Atlante geografico d'Italia (Atlasul geografic al Italiei), tipărit postum de fiul lui Magini în 1620. Acesta urmărea să includă hărți ale fiecărei regiuni italiene cu nomenclatura exactă și note istorice. Fiiind un proiect major, realizarea atlasului (început în 1594) s-a dovedit costisitoare și Magini a acceptat diverse posturi suplimentare pentru a obține bani pentru finanțarea lui, devenind inclusiv meditator la matematică pentru fiii lui Vincenzo I de Gonzaga, Duce de Mantua, un mare patron al artelor și științelor. De asemenea, el a servit ca astrolog al curții ducale. Ducele de Mantua, căruia îi era dedicat atlasul, l-a ajutat în acest proiect și a cerut ca hărți din diferite state ale Italiei să-i fie aduse lui Magini. Organele administrative din Messina și Genova l-au ajutat, de asemenea, pe Magini din punct de vedere financiar în acest proiect. Magini nu a făcut nici un fel de cartografiere el însuși.
El a avut, de asemenea, preocupări care astăzi ar fi considerate pseudoștiințifice. Un susținător puternic al astrologiei, el a apărat utilizarea sa în medicină în lucrarea De astrologica ratione (Veneția, 1607). Magini a colaborat îndeaproape cu Valentine Naibod și a publicat în această carte studiile De annui temporis mensura în Directionibus și De Directionibus din manuscrisul neterminat Claudii Ptolemaei Quadripartitae Constructionis Apotelesmata Commentarius novus et Eiusdem Conversio nova al lui Naibod. El a fost, de asemenea, interesat de metoposcopie.
A corespondat cu Tycho Brahe, Clavius, Abraham Ortelius și Johann Kepler. Corespondența lui a fost editată în anul 1886 de către Antonio Favaro.
Craterul lunar Maginus este numit după el.
O companie de software din Marea Britanie și-a luat numele de la craterul Maginus numit în onoarea lui.

## Ediții ale Geographiei lui Ptolemeu
Magini este bine cunoscut pentru publicarea unor ediții de dimensiuni reduse ale lucrării Geographiae a lui Ptolemeu publicate în limba italiană cu titlul Geografia cioe Descrittione Universale della Terra
- 1596 Veneția. Text latin. Imprimeria Heredes Simoni Galignani. 64 de hărți placate cu foi de cupru.
- 1597 Köln. Text latin. Imprimeria Petrus Keschedt. 64 de hărți placate cu foi de cupru.
- 1598 Veneția. Text în limba italiană. Imprimeria Gio. Battista & Giorgio Galignani Fratelli. Artist Girolamo Porro. 64 de hărți placate cu foi de cupru.[11]
- 1608 Köln. Text latin. Imprimeria Antonius Becker. 63 de hărți placate cu foi de cupru.
- 1617 Arnheim. Text latin. Imprimeria Ioannes Ianssonius. 64 de hărți placate cu foi de cupru.
- 1621 Padova. Text în limba italiană. Imprimeria Paolo și Francesco Galignani. 64 de hărți placate cu foi de cupru.

## Galerie

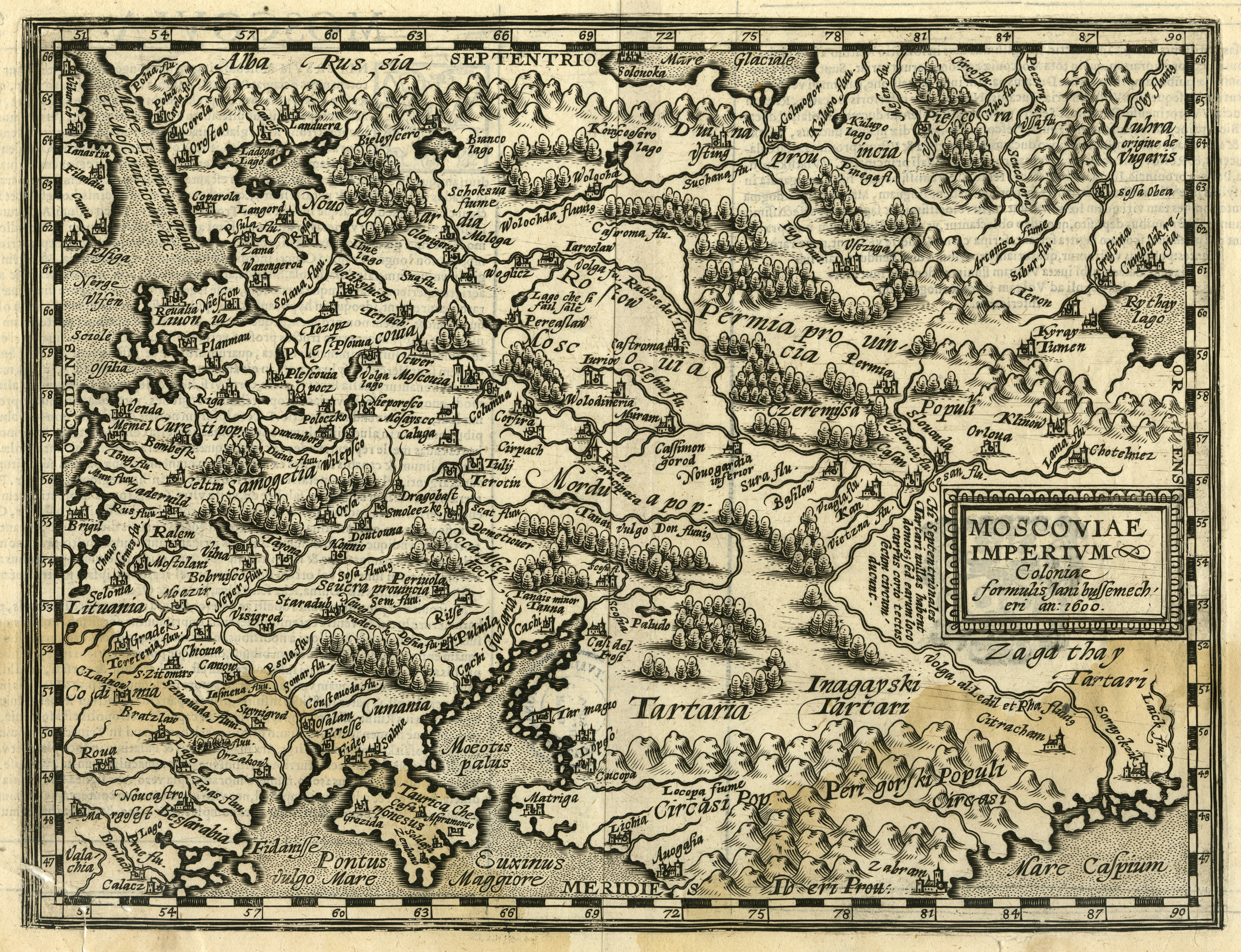
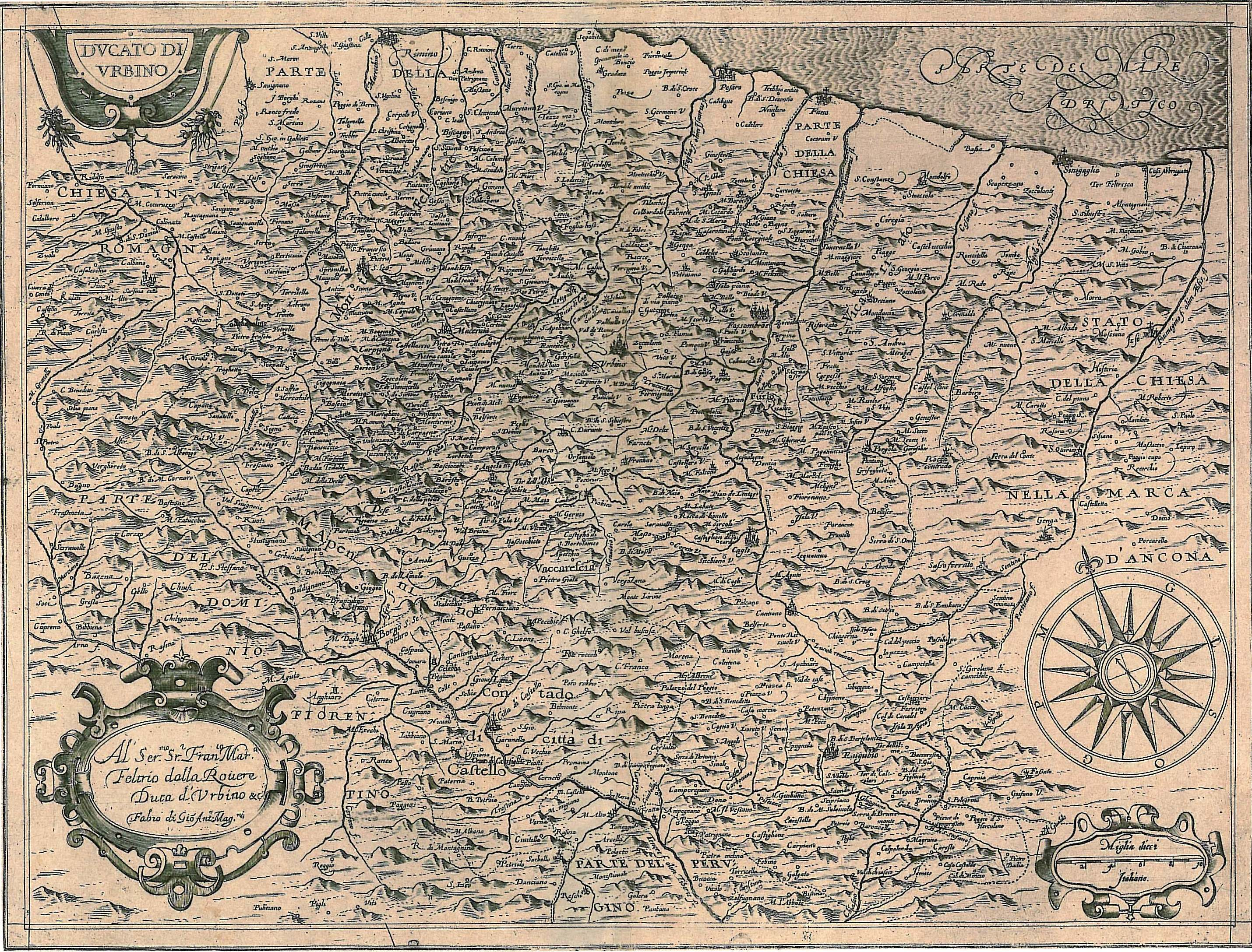
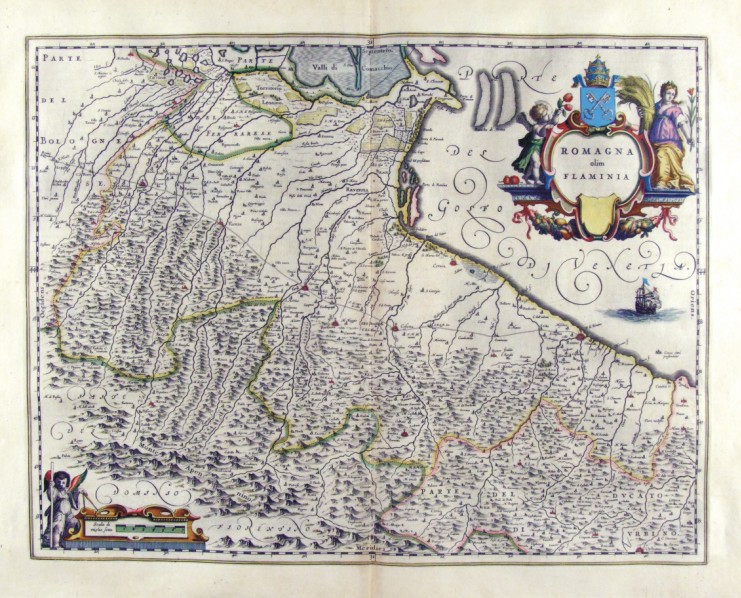